# Ra (gruppo musicale)
I Ra sono un gruppo musicale alternative metal statunitense attivo dal 1996 e originario di Los Angeles.

## Discografia
- 2000 - One (EP autoprodotto)
- 2002 - From One
- 2005 - Duality
- 2006 - Row (live)
- 2008 - Black Sun
- 2009 - Black Sheep (raccolta)
- 2013 - Critical Mass
- 2014 - The Best of Ra Unplugged (EP)
- 2016 - Refix (EP)